# Victoire du concert
 (avril 2025).
Si vous disposez d'ouvrages ou d'articles de référence ou si vous connaissez des sites web de qualité traitant du thème abordé ici, merci de compléter l'article en donnant les références utiles à sa vérifiabilité et en les liant à la section « Notes et références ».
La Victoire du concert de l'année est une ancienne récompense musicale française décernée annuellement lors des Victoires de la musique de 1990 à 1998. Elle venait primer le meilleur spectacle musical selon les critères d'un collège de professionnels. Elle a été remplacée en 1999 par la Victoire du spectacle musical, tournée ou concert.

## Palmarès

### Années 1990
- 1990 : Francis Cabrel au Zénith
- 1991 : Johnny Hallyday à Bercy
- 1992 : Eddy Mitchell au Casino de Paris
- 1993 : Jacques Dutronc au Casino de Paris
- 1994 : Johnny Hallyday au Parc des Princes[1] (2)
- 1995 : Eddy Mitchell à Bercy, au Casino de Paris, à l'Olympia et au Zénith (2)
- 1996 : Johnny Hallyday à Bercy (3)
- 1997 : FFF à l'Olympia
- 1998 : Sol En Si au Casino de Paris